# Mangue Negro
Mangue Negro é um filme independente de terror produzido no Brasil em 2008, escrito e dirigido por Rodrigo Aragão.

## Sinopse
Em uma comunidade muito pobre de um manguezal brasileiro surgem inexplicavelmente zumbis canibais, e assim tem início uma onda de massacres.[carece de fontes?]

## Produção
O filme Mangue Negro foi o primeiro longa-metragem de Rodrigo Aragão e custou em torno de R$ 50 mil. Os efeitos especiais e a maquiagem do filme ficaram por conta do próprio diretor. Em uma entrevista, ele afirmou que foi autodidata e aprendeu as técnicas através de repetidas tentativas e assistindo a filmes e making of de filmes. O resultado lhe valeu o prêmio de efeitos especiais e direção em vários festivais. O filme recebeu o "Prêmio Audiência do Rojo Sangre", na Argentina, e fez parte da seleção oficial do "Sci Fi London", na Inglaterra. [carece de fontes?]
Foi realizado na cidade litorânea de Guarapari, no Espírito Santo – Brasil. [carece de fontes?]